# Jean-Luc Le Gall
Jean-Luc Le Gall, né le 18 septembre 1965 à Rennes, est un handballeur français reconverti entraîneur.
Il encadre dix saisons cumulées en première division française féminine et masculine.

## Biographie
Jean-Luc Le Gall naît à Rennes et grandit à La Chapelle-des-Fougeretz. Ses parents sont professeurs à Rennes, puis au Rheu pour son père.
Dès ses 18 ans et son entrée à l'Uereps en 1984, Le Gall débute l'entraînement sur des minimes du CPB Rennes où il joue. Une génération de joueurs qu'il suit pendant cinq ans et dont certains ont joué en D2. Par la suite, il part jouer en Nationale 1 à Saint-Malo et continue d'encadrer au CPBR. En 1993, Le Gall rejoint Saint-Cyr-sur-Loire avant de prendre en charge la section sport-étude de Chartres pendant de nombreuses années.
Sollicité par Olivier Krumbholz, sélectionneur national des féminines, il prend la tête de l'équipe professionnelle féminine de Toulon Saint-Cyr de 2001 à 2004.
Il reçoit alors une proposition de Créteil, en LNH, pour succéder à Thierry Anti. Deux ans plus tard, il est démis de ses fonctions.
En 2008, il retrouve le monde professionnel avec Sélestat et prend la suite de François Berthier. La première saison est synonyme de descente après une saison difficile (3 victoires, 1 nul, 22 défaites), suivie de deux années en D2 et une remontée en 2011. Après avoir maintenu l'équipe trois saisons en D1, à l'été 2014, il prolonge son contrat jusqu'en juin 2016. En février 2015, Sélestat est relégable (13e) à douze journées de la fin du championnat et est écarté de l'équipe.

## Statistiques
| Saison    | Club             | Championnat | Championnat | Championnat | Championnat | Championnat | Coupe de France | Coupe de la Ligue | Coupe d'Europe   |
| Saison    | Club             | Division    | Classement  | V           | N           | D           | Coupe de France | Coupe de la Ligue | Coupe d'Europe   |
| --------- | ---------------- | ----------- | ----------- | ----------- | ----------- | ----------- | --------------- | ----------------- | ---------------- |
| 2001-2002 | Toulon Saint-Cyr | D1F         | 4e          |             |             |             | 1/4 de finale   |                   |                  |
| 2002-2003 | Toulon Saint-Cyr | D1F         | 10e         |             |             |             |                 |                   |                  |
| 2003-2004 | Toulon Saint-Cyr | D1F         | 6e          |             |             |             |                 |                   |                  |
| 2004-2005 | US Créteil       | D1M         | 4e          |             |             |             | 1/8 finale      | Demi-finale       | C1 : poules      |
| 2005-2006 | US Créteil       | D1M         | 7e          |             |             |             | 1/8 finale      | Demi-finale       | C3 : Demi-finale |
| 2008-2009 | Sélestat AHB     | D1M         | 14e         |             |             |             | 1/16 de finale  | 1/8 de finale     | N.Q.             |
| 2009-2010 | Sélestat AHB     | D2M         | 5e          |             |             |             | 1/8 de finale   | N.Q.              | N.Q.             |
| 2010-2011 | Sélestat AHB     | D2M         | 1er         |             |             |             | 1/16 de finale  | N.Q.              | N.Q.             |
| 2011-2012 | Sélestat AHB     | D1M         | 7e          |             |             |             | 1/8 de finale   | 1er tour          | N.Q.             |
| 2012-2013 | Sélestat AHB     | D1M         | 8e          |             |             |             | 1/8 de finale   | Demi-finale       | N.Q.             |
| 2013-2014 | Sélestat AHB     | D1M         | 11e         |             |             |             | 1/4 de finale   | 1/4 de finale     | N.Q.             |
| 2014-2015 | Sélestat AHB     | D1M         | 13e         |             |             |             | 1/8 de finale   | 1er tour          | N.Q.             |

## Référence
1. ↑  « Jean-Luc Le Gall en bref », Le Télégramme, 19 juin 2005 (consulté le 23 septembre 2021)
2. 1 2 3 4 5  « Un retour aux sources pour Jean-Luc Le Gall », sur ouest-france.fr, 27 septembre 2013 (consulté le 8 octobre 2019)
3. ↑  « LE GALL POUR UNE SAISON SUPPLÉMENTAIRE », sur handnews.fr, 17 juillet 2014 (consulté le 8 octobre 2019)
4. ↑  « Le Gall, clap de fin », sur dna.fr, 3 février 2015 (consulté le 8 octobre 2019)